# 布里凯拉西奥
布里凯拉西奥（義大利語：Bricherasio），是意大利皮埃蒙特大区都靈廣域市的一个市镇。人口4454(2010年12月31日)。

## 友好城市
- 阿根廷貝爾維爾 1998年
- 法國绍尔日 2003年